# Бичок-гонець
Бичóк-гонéць, або сíра бáбка (Babka gymnotrachelus) — вид понто-каспійських риб родини Бичкових (Gobiidae). Належить до роду Babka, який раніше вважався підродом роду Neogobius, але був описаний як окремий монотипічний рід на підставі молекулярного аналізу.
Поширений в прісних, іноді солонуватих водах басейну Чорного моря. Понто-каспійський реліктовий вид.

## Характеристика

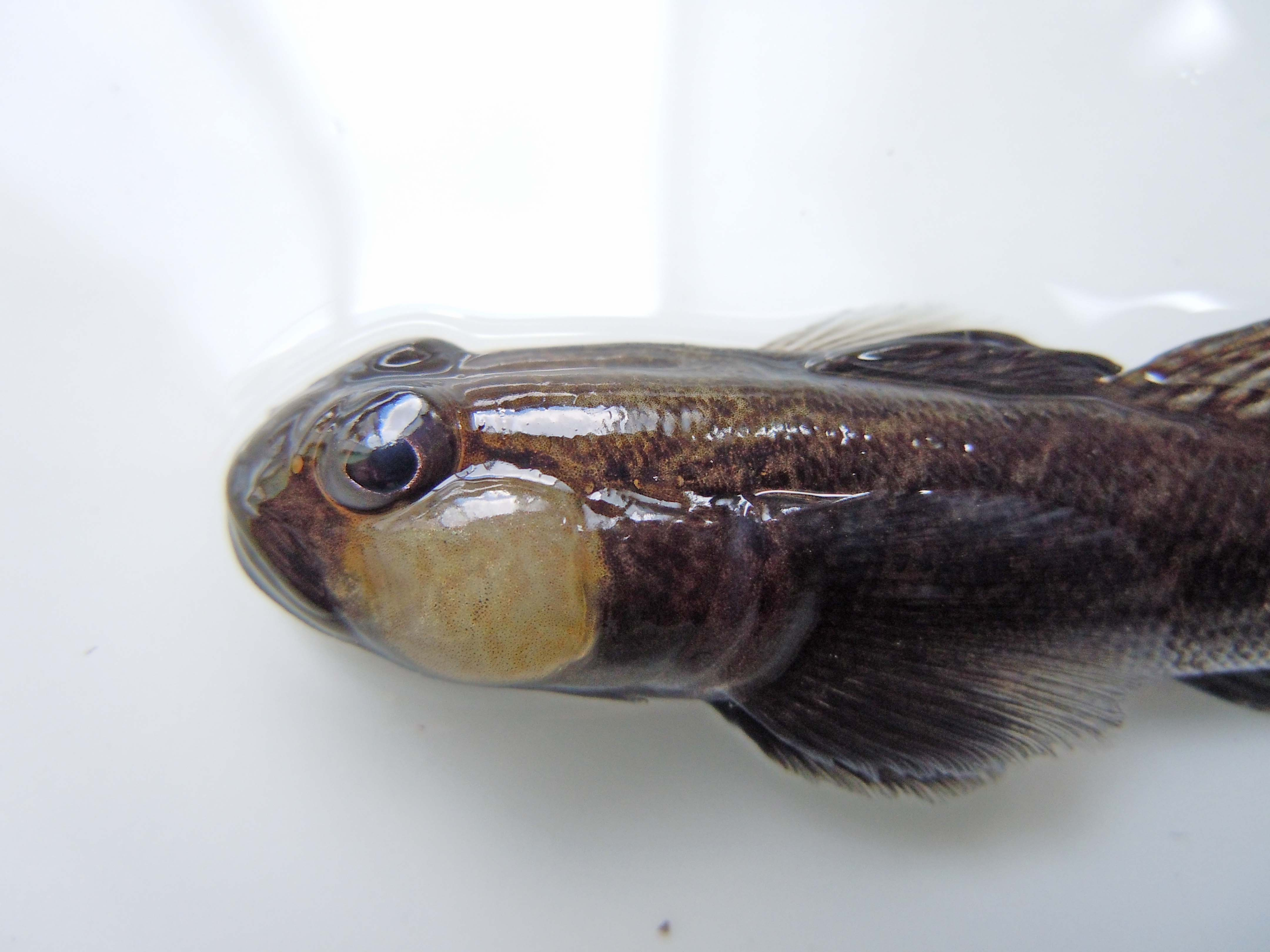
Голова бичка-гінця із Дніпра біля Києва

Колючих променів спинного плавця (загальне число) 7-8; членистих (м'яких) променів спинного плавця (загальне число) 14-18; колючих променів анального плавця 1; членистих (м'яких) променів анального плавця 12-16. Відрізняється неправильним положенням і формою діагональних рядів на тілі, перший розгалужений промінь другого спинного плавця такої самої довжини, як передостанній промінь; немає луски на середині потилиці та на передній частині preoperculum; луски на бічній лінії 54-62 + 2-3; задньої частини першого спинного плавця без чорної плями.

## Ареал
Зустрічається біля берегів Туреччини, в річках Кавказу — Інгурі, Ріоні, річки Колхідської низовини, озеро Палеостомі, Сужа. У північно-західній частині Чорного моря в Дніпровсько-Бузькому, Дністровському лиманах, біля Тендровської коси і острова Березань. В Дунаї до Видина, а також у притоках і Придунайських озерах Братеш, Кагул, Ялпуг, Катлабух, Китай, Разелм та ін. У Дністрі і його притоках: Збруч, Жванчик, Смотрич, Реут, Бик, Дубосарському водосховищі. У Південному Бузі, а також у Дніпрі до Києва. Зустрічається в річці Камчия і Шабленському озері в Болгарії. Є в Азовському морі в Таганрозькій затоці і річках Дон, Аксай, Сіверський Донець. Також мешкає у Каспійському морі, де представлений підвидом Babka gymnotrachelus macrophthalmus.
Як вселенець відзначається в річках басейну Балтійського моря: Вісла і Буг.
Знайдений, також як вселенець, в середньому Дунаї (Угорщина). На даний час найзахіднішою частиною ареалу цього виду є німецький сектор річки Дунай, де він відзначається з 2011 року. Попередня знахідка цього виду в нижньому Рейні виявилася помилковою.

## Живлення
У Дністровському лимані в живленні бичка половину становлять риби, менше — ракоподібні (Corophiidae) — 29,6 %, молюски (Dreissena, Adacna, Monodacna) — 12,5 %, ще менше — поліхети (Hypania invalida). У Дніпрі біля Києва живлення гінця становлять молюски Dreissena sp., амфіподи, трубочник Tubifex tubifex.